# Desvío Km 296
Desvío Km 296 es una estación de ferrocarril ubicada en las afueras de la ciudad de Mercedes del Departamento Mercedes en la Provincia de Corrientes, República Argentina.

## Servicios
Se encuentra precedida por la Mercedes y le sigue la Estación Felipe Yofré.